# سفارة تونس لدى الهند
سفارة تونس لدى الهند هي البعثة الدبلوماسية لجمهورية تونس لدى جمهورية الهند، وتقع بالعاصمة نيودلهي.

## السفراء
سفراء تونس لدى الهند هم على التوالي:
| الاسم          | تاريخ التعيين  | م     |
| -------------- | -------------- | ----- |
| حياة الطالبي   | 12 سبتمبر 2020 | [ 3 ] |
| نجم الدين لكحل |                |       |